# Канкаки (станция)
Канкаки́ (англ. Kankakee) — междугородняя железнодорожная станция корпорации Amtrak в городе Канкаки штата Иллинойс, США. Станция является обычной остановкой для пары пассажирских поездов — Иллини и Салюки, а также остановкой требованию для поезда City of New Orleans, обслуживаемой пассажиров с билетами в оба конца — на станцию и обратно.

## Дальнее следование по станции

### Амтрак
| № поезда          | Маршрут движения      | № поезда          | Маршрут движения      |
| ----------------- | --------------------- | ----------------- | --------------------- |
| 58 «Новый Орлеан» | Новый Орлеан — Чикаго | 59 «Новый Орлеан» | Чикаго — Новый Орлеан |
| 390 «Салюки»      | Карбондейл — Чикаго   | 391 «Салюки»      | Чикаго — Карбондейл   |
| 392 «Иллини»      | Карбондейл — Чикаго   | 393 «Иллини»      | Чикаго — Карбондейл   |

## Адрес вокзала
- 60901, США, штат Иллинойс, г. Канкаки, Саут-Ист-авеню, 199.